# Маунт-Проспект (Иллинойс)
Маунт-Проспект (англ. Mount Prospect) — деревня в округе Кук в штате Иллинойс в Соединённых Штатах Америки.
Согласно данным переписи населения США 2020 года число жителей города 
составляло 56 852 человека.

## География
Согласно данным Бюро переписи населения США, общая площадь Маунт-Проспекта составляет 10,76 квадратных миль (27,87 км2), из которых 10,72 квадратных миль (27,76 км2 или 99,65%) составляет суша, а 0,04 квадратных мили (0,10 км2 или 0,35%) — водная поверхность.

## Климат
Согласно системе классификации климата Кёппена, Маунт-Проспект находится в зоне влажного континентального климата (или «Dfa»). Лето тёплое или жаркое и влажное лето и холодные, снежные зимы.